# Tempête géomagnétique de mai 1921
La tempête géomagnétique de mai 1921 est un événement survenu dans la magnétosphère terrestre comme effet d'une éjection de masse coronale, entre le 13 et le 15 mai 1921, partie du cycle solaire 15. S'étant produit avant l’interconnexion étendue des systèmes électriques et la dépendance électrique générale des infrastructures dans les pays développés, l'effet a été limité à certains secteurs, même si les courants de sol résultants étaient jusqu'à un ordre de grandeur supérieur à ceux de la tempête géomagnétique de mars 1989 qui a occulté de grandes parties du nord-est de l’Amérique du Nord. À cette époque, les scientifiques ont indiqué que la taille de la tache solaire, qui avait débuté le 10 mai et qui a provoqué la tempête, a atteint une surface de 131 000 km par 33 000 km.   
Des aurores boréales sont apparues dans la majeure partie de l'est des États-Unis, créant un ciel nocturne très éclairé. Le service télégraphique aux États-Unis a été ralenti, puis pratiquement supprimé vers 14 h, à cause des fusibles fondus et des équipements endommagés. D'autre part, les ondes radio ont été renforcées pendant la tempête en raison de l'activation de l'ionosphère, permettant une forte réception intercontinentale. Les lampes électriques ne semblaient pas avoir été sensiblement affectées. Les câbles sous-marins ont également souffert de la tempête. Des dommages aux systèmes télégraphiques ont également été signalés en Europe et dans l'hémisphère sud.  